# Fort Capuzzo

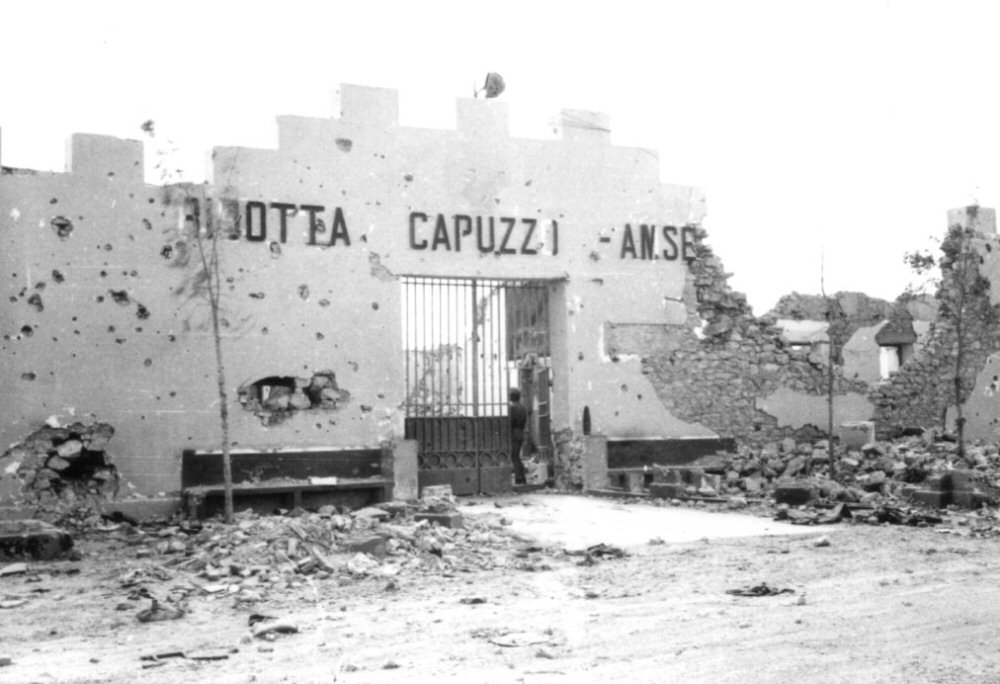
Das Haupttor von Fort Capuzzo gegen Ende des Zweiten Weltkriegs

Fort Capuzzo (italienisch Ridotta Capuzzo, auch Forte Capuzzo) war eine Festung in Italienisch-Libyen nahe der Grenze zu Ägypten. Das Fort wechselte während des Zweiten Weltkriegs mehrmals den Besitzer und symbolisiert wie kein anderer Ort die charakteristische Dynamik der Kämpfe in Nordafrika.

## Libysch-ägyptische Grenzbefestigung

Lage von Fort Capuzzo an der libysch-ägyptischen Grenze mit Verlauf des Drahtzauns

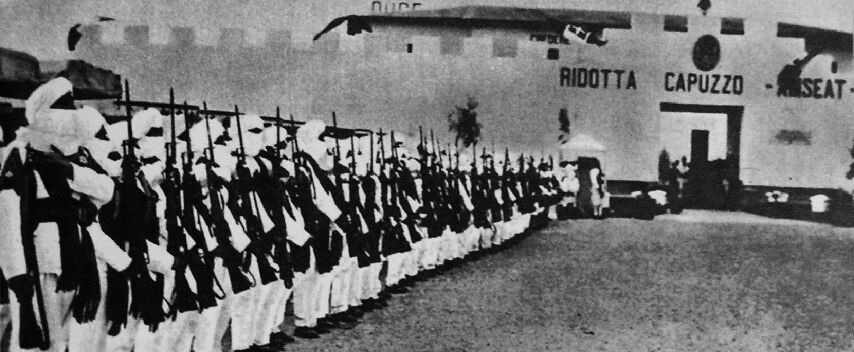
Askaris vor dem Fort Capuzzo

Im Zuge des Schacherns um die Kontrolle Marokkos erlaubten die Großmächte dem Königreich Italien, die Provinz Libyen in Besitz zu nehmen. Der junge italienische Staat gedachte sich mit Kolonien in dieselbe Liga zu spielen wie die älteren und mächtigeren europäischen Staaten. Wirtschaftlich nutzbar war allein das an Tunesien grenzende Tripolitanien. Die Italiener entfachten im September 1911 den Tripolitanienkrieg, der nach einem Jahr für die einheimischen und osmanischen Verbündeten mit einer Niederlage endete. Damit gehörte das libysche Territorium formell zu Italien.
Faktisch gelang es den Italienern aber nicht, die Macht im Land gegen örtliche Widerstandsgruppen zu halten. Kurz nach Ausbruch des Ersten Weltkrieges wurden die Italiener von den Senussi mit türkischer Unterstützung wieder aus Libyen vertrieben. Da Italien ab 1915 ein Bündnispartner der Entente war, akzeptierten die Westmächte nach Beendigung des Krieges die Rückeroberung Libyens (1922–1932). Auch der Völkerbund erkannte 1934 die Kolonie Italienisch-Libyen offiziell als Bestandteil Italiens an.
Entlang der libysch-ägyptischen Grenze errichteten die Italiener vom Mittelmeerhafen Bardia bis zur Oase Giarabub einen 271 km langen Stacheldrahtzaun. Damit sollte das Gebiet vor Überfällen der Sanussi geschützt werden, die von Ägypten aus ihren Widerstandskampf fortsetzten. Der Bau der Befestigungsanlagen begann im April 1931 und wurde im September desselben Jahres abgeschlossen. Zeitgleich entstanden entlang des Grenzzauns sechs kleinere Kontrollposten und drei große Festungen: Fort Capuzzo, Fort Maddalena und Fort Giarabub. Der Grenzzaun wurde bis Juni 1940 überwiegend mit Fußtruppen, wenigen Panzerwagen, aber auch mit Flugzeugen patrouilliert.
Die Bewachung der Grenzbefestigung unterteilte sich bis Juni 1940 in zwei Sektoren:
- Im Norden befand sich der Küstensektor, auch Zone Amseat genannt, mit der Garnison Bardia, dem Fort Capuzzo und der Garnison Sidi Omar.
- Weiter südlich verlaufend befand sich der Innensektor, auch Zone Giarabub genannt, mit dem Fort Maddalena und der Festung Giarabub.[5]

Benannt war die Befestigungsanlage in Amseat nach dem italienischen Flieger Ferruccio Capuzzo, der 1925 bei der Rückeroberung Libyens starb. Das Fort befand sich 13 km südlich von Bardia und lag 5 km vor dem Grenzzaun. Es diente auch als obligatorischer Kontrollpunkt für Personen und Fahrzeuge, die in diesem Abschnitt von Libyen nach Ägypten und umgekehrt wollten. Etwa 1 km vor Capuzzo endete die 1937 fertiggestellte Via Balbia abrupt in der offenen Wüste, genau dort, wo sich heute der Ort Musaid befindet. Anlässlich der Eröffnung dieser 1822 km langen Küstenstraße besuchte am 12. März 1937 Benito Mussolini das Fort und begann hier seine vielbeachtete zehntägige Propagandatour durch Libyen.
Parallel südlich der Via Balbia verlief der auch auf ägyptischer Seite so genannte Trigh Capuzzo Amseat, gebildet aus dem arabischen Wort trigh (oder tarigh), was Straße, Pfad, Weg bedeutet, und Amseat (heutige Transkription überwiegend Emsead, Musaid), der Name der Region zwischen Capuzzo in Libyen und Sollum in Ägypten. Der Trigh Capuzzo Amseat war eine Wüstenpiste, die ab Bardia scharf nach Osten schwenkte, bei Capuzzo einen Höhenrücken durchlief und abfallend in Sollum etwa 20 km hinter der Grenze endete. Ferner führte auf libyscher Seite ab Capuzzo eine weitere Wüstenpiste südlich verlaufend zum 97 km entfernten Fort Maddalena und weiter nach Giarabub.
Zu dem Fort zählte der etwa 25 km südlich gelegene kleine Außenposten Sidi Omar. Stationiert waren in Capuzzo bis Juni 1940 beständig rund 200 Soldaten, ab Mitte der 1930er-Jahre überwiegend Askaris der Regio corpo truppe coloniali della Libia. Ausgerüstet war die Fortbesatzung bis Juni 1940 mit alten Beretta M1918, einem einzigen Maschinengewehr und einer kleinen Haubitze. Neben der Festungsanlage befand sich ein Feldflugplatz (befestigte Sandpiste mit Tower), der bis Juni 1940 vom Luftwaffenstützpunkt El-Adem aus regelmäßig mit Doppeldeckern (CR.32 und CR.42) der Regia Aeronautica angeflogen wurde. Die Landebahn vor dem Fort nannten die Briten später Amseat Airfield II.
Etwa 10 km hinter der Grenze entstand nach Abschluss des Anglo-Ägyptischen Vertrags (1936) auf ägyptischer Seite rund 11 km südwestlich von Sollum als Pendant das Fort Musaid (auch Sollum Barracks genannt), ab 1937 ein Stützpunkt des britischen Panzerregiments 7th Queen's Own Hussars. Bestandteil dieser Militärbasis war ebenfalls eine befestigte Landebahn, später von den Briten Amseat Airfield I genannt. Von 1940 bis 1942 wurden Amseat I und Amseat II von Jagdflugzeugen der britischen Royal Air Force (RAF), der italienischen Regia Aeronautica oder der deutschen Luftwaffe zum Auftanken und als Kurierstopp benutzt, je nachdem welche Streitkräfte Fort Capuzzo und/oder Fort Musaid besetzt hielten.

## Eroberung im Zweiten Weltkrieg
| Kurzübersicht Eroberungen Fort Capuzzo während des Zweiten Weltkriegs | Kurzübersicht Eroberungen Fort Capuzzo während des Zweiten Weltkriegs                                                      | Kurzübersicht Eroberungen Fort Capuzzo während des Zweiten Weltkriegs |
| Datum                                                                 | Besitzer |                                                                       |
| --------------------------------------------------------------------- | --- | --------------------------------------------------------------------- |
| 14. Juni 1940                                                         | Britische Armee erobert das Fort.                                                                                          |                                                                       |
| 29. Juni 1940                                                         | Italienische Armee erobert das Fort zurück.                                                                                |                                                                       |
| 18. August 1940                                                       | Italienische Besatzung räumt das Fort.                                                                                     |                                                                       |
| 13. September 1940                                                    | Italienische Armee erobert das Fort zurück.                                                                                |                                                                       |
| 16. Dezember 1940                                                     | Britische Armee erobert das Fort.                                                                                          |                                                                       |
| 12. April 1941                                                        | Deutsches Afrikakorps erobert das Fort zurück.                                                                             |                                                                       |
| 15. Mai 1941                                                          | Britische Armee mit Commonwealth-Truppen erobert das Fort.                                                                 |                                                                       |
| 16. Mai 1941                                                          | Deutsches Afrikakorps erobert das Fort zurück.                                                                             |                                                                       |
| 15. Juni 1941                                                         | Britische Armee mit Commonwealth-Truppen erobert das Fort.                                                                 |                                                                       |
| 17. Juni 1941                                                         | Deutsches Afrikakorps erobert das Fort zurück.                                                                             |                                                                       |
| 22. November 1941                                                     | Britische Armee mit Commonwealth-Truppen erobert das Fort.                                                                 |                                                                       |
| 23. November 1941 bis 2. Januar 1942                                  | Permanente Kämpfe um das Fort, kleine Einheiten des Deutschen Afrikakorps halten ihre Stellung, Besitzverhältnisse unklar. |                                                                       |
| 2. Januar 1942                                                        | Letzte deutsch-italienische Verteidiger des Forts ergeben sich, britische Truppen besetzen das Fort.                       |                                                                       |
| 21. Juni 1942                                                         | Deutsches Afrikakorps erobert das Fort zurück.                                                                             |                                                                       |
| 10. November 1942                                                     | Deutsches Afrikakorps räumt das Fort.                                                                                      |                                                                       |
| 12. November 1942                                                     | Britische Armee mit Commonwealth-Truppen besetzt kampflos das Fort, letzter Besitzwechsel.                                 |                                                                       |

### 1940

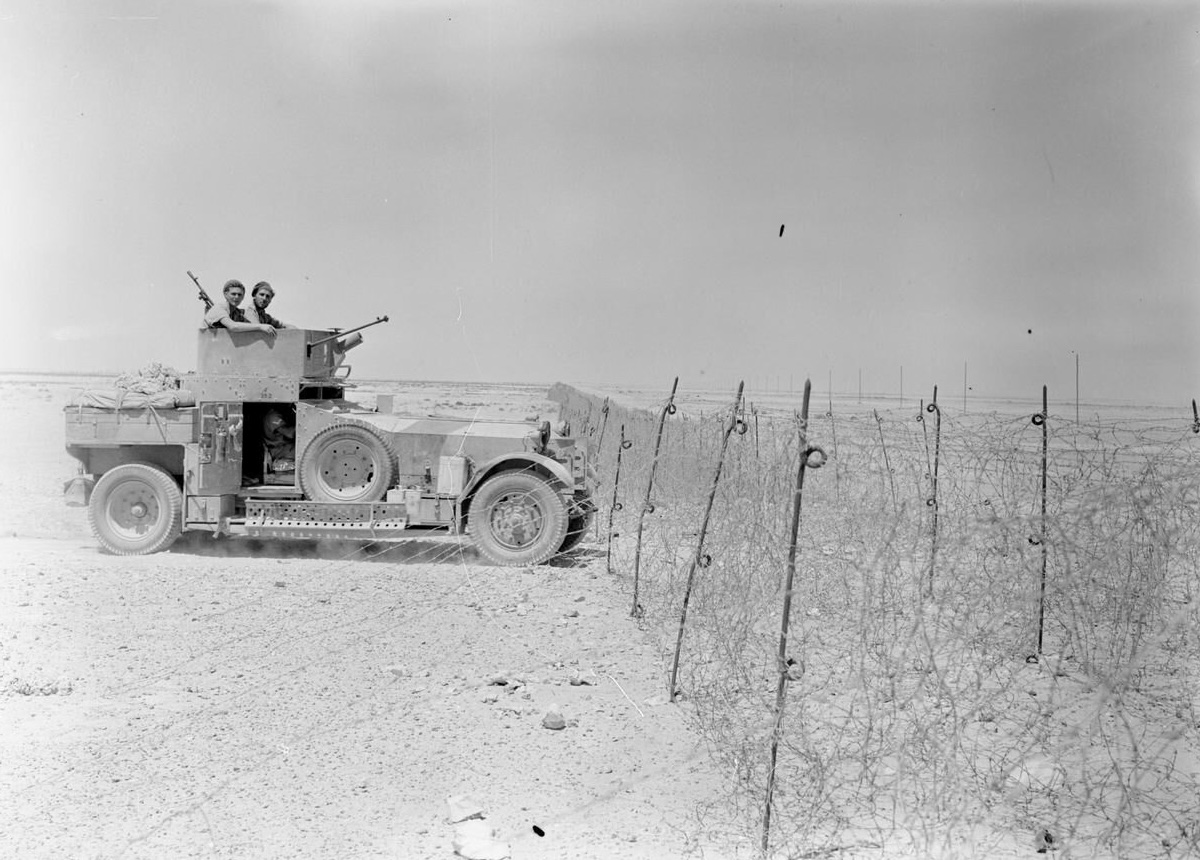
Ein britischer Rolls-Royce-Panzerwagen am libyschen Grenzzaun, 26. Juli 1940

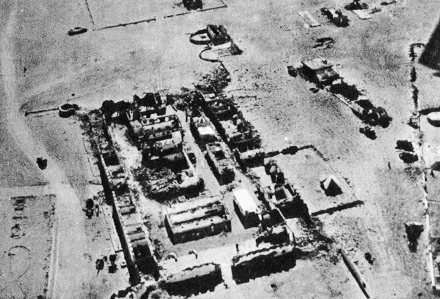
Luftbild von Fort Capuzzo nach einem Bombardement, ca. 1940

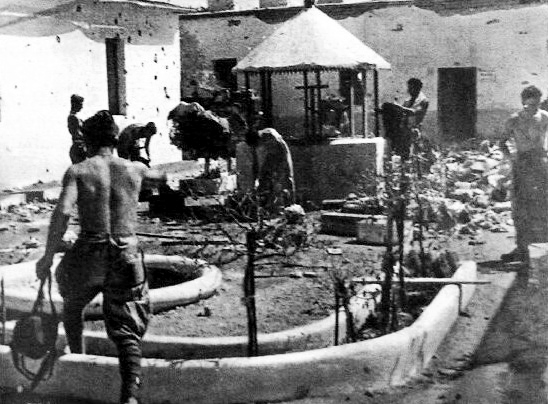
Italienische Soldaten bei Aufräumarbeiten im Fort Capuzzo, ca. 1940

Im Zuge des außergewöhnlich schnellen Frankreichfeldzugs der deutschen Wehrmacht erfolgte am 10. Juni 1940 Italiens Kriegserklärung an Frankreich und Großbritannien. Darauf bereits seit August 1939 vorbereitet, okkupierten britische Truppen das neutrale Ägypten und rückten sofort an die libysche Grenze vor. Bereits in der Nacht vom 10./11. Juni 1940 bombardierte die RAF den italienischen Luftwaffenstützpunkt El Adem südlich von Tobruk. Bei dem Angriff wurden 18 Flugzeuge der Regia Aeronautica zerstört und drei britische Bomber abgeschossen.
Einen Tag später flog die RAF ihren ersten Großangriff auf den Hafen Tobruk. Zeitgleich überschritten am 11. Juni 1940 britische Einheiten bei Giarabub die libysch-ägyptische Grenze. In Sidi Omar eröffneten sie das Feuer auf italienische Einheiten, die überhaupt noch nichts von der Kriegserklärung wussten. Am 14. Juni 1940 eroberte das 1st Royal Tank Regiment mit Unterstützung der RAF das Fort Capuzzo und nahm 220 italienische Soldaten in Gefangenschaft. Anschließend rückten britische gepanzerte Einheiten über Bardia auf Tobruk vor.
Am 16. Juni 1940 kam es in Nezuet Ghirba unweit von Fort Capuzzo zum ersten Gefecht zwischen britischen und italienischen Panzerstreitkräften. Bei dieser Schlacht von Nezuet Ghirba überfielen und besiegten britische Truppen, bestehend aus gemischten Panzer-, Artillerie- und motorisierten Infanterieeinheiten, einen italienischen Militärkonvoi, der mit 17 leichten L3/33-Panzern, vier Geschützen und 400 Infanteristen auf dem Weg zum Fort Capuzzo war. Weniger als 100 Italiener überlebten den Angriff und gingen in Gefangenschaft.
Bei dem Kampf fehlte es den italienischen Streitkräften nicht an Mut oder taktischem Geschick, sondern an Deckung und an panzerbrechender Munition. Während zwölf der 17 italienischen L3/33 völlig zerstört wurden, blieben die beiden einzig bei dem Gefecht involvierten britischen A9-Panzer unbeschädigt. Zwar gelang in den folgenden Tagen einer mobilen Schwarzhemdeneinheit die Rückeroberung von Fort Capuzzo, jedoch hatte die britische Armee bis dahin bereits eine Vormachtstellung im Grenzgebiet bis nach Tobruk gewonnen. Fortan überfielen jede Nacht britische Stoßtrupps das Fort, zerstörten italienische Fahrzeuge, Munitionsvorräte und nahmen Patrouillen unter Beschuss oder in Gefangenschaft.
Ab dem 26. Juni 1940 flog die RAF konzentrierte Luftangriffe auf Tobruk und Bardia. Zwei Tage später kam Italo Balbo, der Generalgouverneur Italienisch-Libyens, beim Anflug seiner Maschine auf Tobruk durch Eigenbeschuss ums Leben. Erst nach diesem Ereignis befahl Mussolini, der im Falle eines Krieges in Libyen in der Defensive bleiben wollte und bis dahin keine Pläne für eine Invasion Ägyptens hatte, eine Gegenoffensive vorzubereiten. Tatsächlich war die italienische Armee erst nach dem Waffenstillstand von Compiègne in der Lage, ihre Truppen in Libyen von der französisch-tunesischen Grenze im Westen an die bis dahin weniger besetzte libysch-ägyptische Grenze im Osten zu verlegen.
Vor diesem Hintergrund wurden die Besatzungen der Grenzfestungen mit Einheiten der motorisierten Kampfgruppe Maletti verstärkt, denen es am 29. Juni 1940 gelang, einen britischen Artillerie- und Panzerangriff auf Fort Capuzzo zurückzuschlagen. Am 5. August 1940 folgte mit 30 italienischen und 15 britischen Panzern ein weiteres Gefecht in der Nähe des Forts, das ergebnislos endete. Am 18. August 1940 vermeldete die britische Propaganda, dass die Royal Navy vom Mittelmeer aus mit schweren Schiffsgeschützen Bardia unter Beschuss genommen habe, wobei Fort Capuzzo angeblich einen Volltreffer erhielt und nicht mehr existiere. Die Besatzung hatte das Fort zu diesem Zeitpunkt bereits verlassen, da sie den Bombenattacken und nächtlichen Überfällen nicht standhalten konnte. Britischen Angaben zufolge wurden bei den Kämpfen an der ägyptisch-libyschen Grenze vom 11. Juni bis zum 9. September 1940 insgesamt 3500 Italiener getötet, bei (Zitat) „nur 150 eigenen Verlusten“.
Nach langem Zögern begann am 9. September 1940 die italienische Gegenoffensive als begrenzte taktische Operation, von den Italienern Operazione E genannt, vom Kriegsministerium der Vereinigten Staaten als First Axis Offensive in Libya und von den Briten als Italian Invasion of Egypt bezeichnet. Tatsächlich begann die „Invasion“ nicht auf fremden Gebiet, sondern mit dem äußerst hart umkämpften Rückzug der britischen Armee aus Italienisch-Libyen. Erst am 13. September konnte Fort Capuzzo von den Italienern zurückerobert werden und erst an diesem vierten Tag überschritt die italienische Armee die Grenze zu Ägypten. Ohne das es auf ägyptischen Territorium zu nennenswerten Aufeinandertreffen der beiden Armeen gekommen war, zogen sich die Briten zu ihrer Militärbasis Marsa Matruh etwa 250 km hinter der Grenze zurück und die Italiener stoppten den weiteren Vormarsch in Sidi Barrani am 16. September 1940. Damit war nach drei Tagen die „Italienische Invasion Ägyptens“ etwa 100 km hinter der ägyptisch-libyschen Grenze beendet.
In den folgenden Wochen befestigten die Italiener ihre Stellungen, beseitigten Schäden an ihren Grenzfestungen, reparierten von den Briten zerstörte Straßen sowie Brunnen und begannen mit dem Bau einer Wasserleitung von der Grenze aus nach Sidi Barrani. Das britische Nahostkommando nutzte die Inaktivität der Italiener, verstärkte den Stützpunkt Marsa Matruh mit Commonwealth-Truppen aus Indien, Australien und Neuseeland, stellte ein neues Panzerregiment mit Matilda-II-Panzern auf, setzte ihre Marine- und Luftangriffe auf Häfen in Libyen fort, und bereitete eine neue, großangelegte Bodenoffensive vor.
In der Nacht vom 7. auf den 8. Dezember begann die Operation Compass. Insbesondere den neuen Matilda-Panzern hatte die italienische Armee nichts entgegenzusetzen. Bis zum 15. Dezember rückten die britischen Streitkräfte zum Halfayapass vor, überschritten bei Sollum die ägyptisch-libysche Grenze und besetzten am 16. Dezember 1940 kampflos Fort Capuzzo. Die italienischen Einheiten hatten kurz zuvor den Befehl erhalten, das Fort zu räumen und sich zur Garnison Bardia zurückzuziehen.
In Bardia befand sich zu dieser Zeit das Hauptquartier der italienischen 10. Armee mit rund 45.000 Soldaten, die den Hafen von Bardia halten und den weiteren Vormarsch der Briten nach Tobruk stoppen sollten. Befehlshaber war der Generale di Corpo d’Armata Annibale Bergonzoli, dem Mussolini folgende schriftliche Anweisung gab:

„Ich habe Ihnen eine schwierige Aufgabe gestellt, die jedoch Ihrem Mut und Ihrer Erfahrung als alter und unerschrockener Soldat entspricht – die Aufgabe, die Festung Bardia mit Ihren tapferen Soldaten um jeden Preis treu bis zum Letzten zu verteidigen.“ Bergonzoli antwortete: „Ich bin mir der Ehre bewusst und habe heute meine Befehle an meine Truppen wiederholt – einfach und eindeutig: In Bardia sind wir und hier bleiben wir.“

### 1941

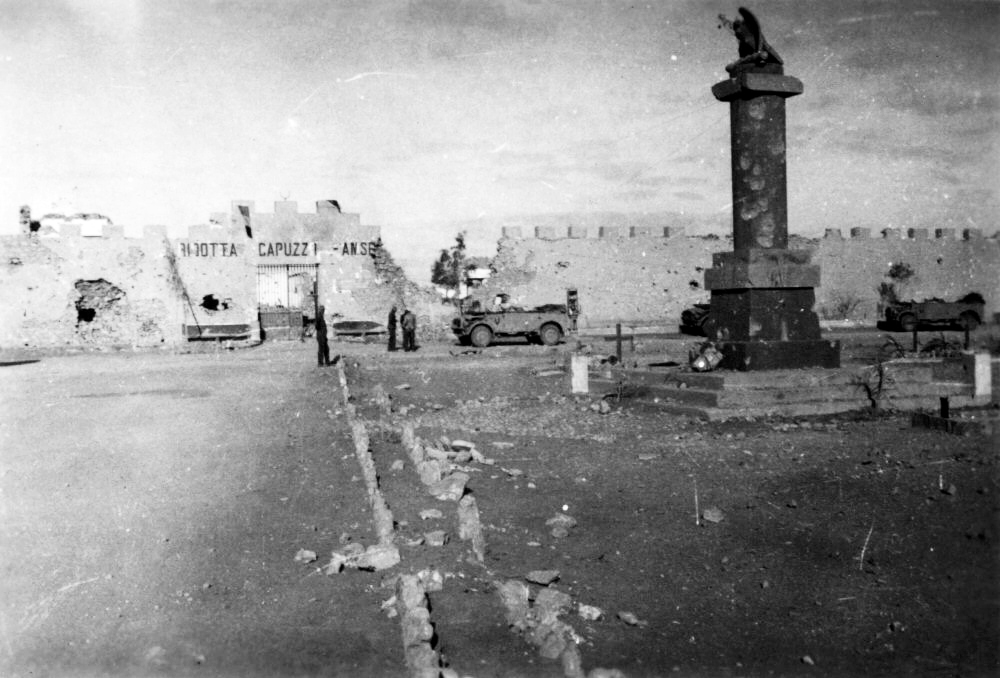
Fort Capuzzo, der Brennpunkt vieler Kämpfe während der Operation Brevity

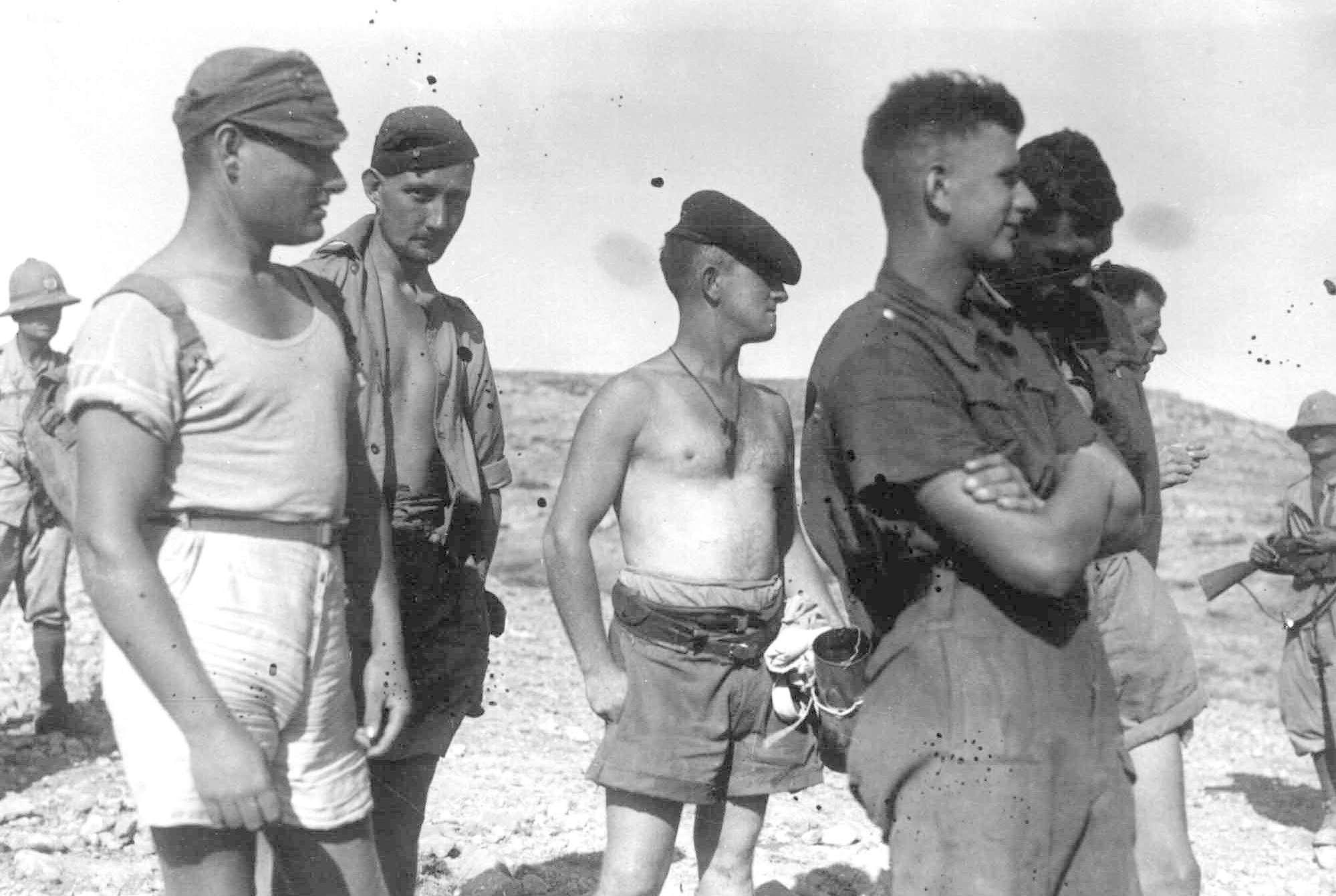
Von Italienern in Gefangenschaft geratene britische Panzerbesatzungen am 17. Mai 1941 nach der Rückeroberung von Fort Capuzzo

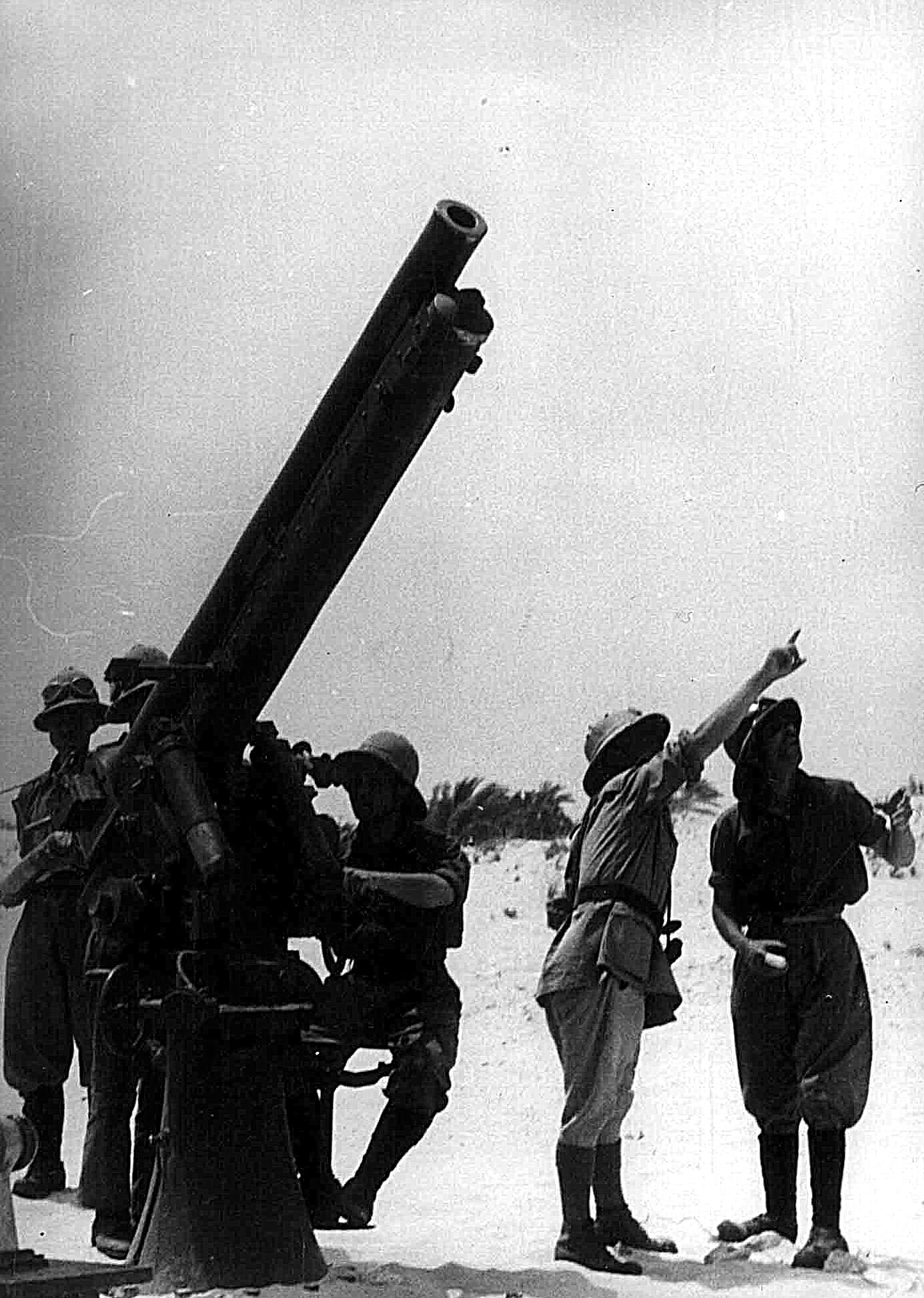
Italienische Flugabwehrkanoniere bei der Verteidigung von Fort Capuzzo am 15. Juni 1941

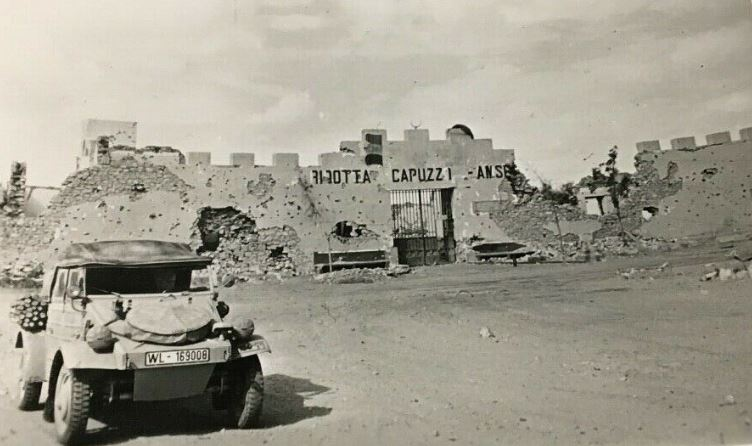
VW Kübel vor dem Fort Capuzzo, 1941

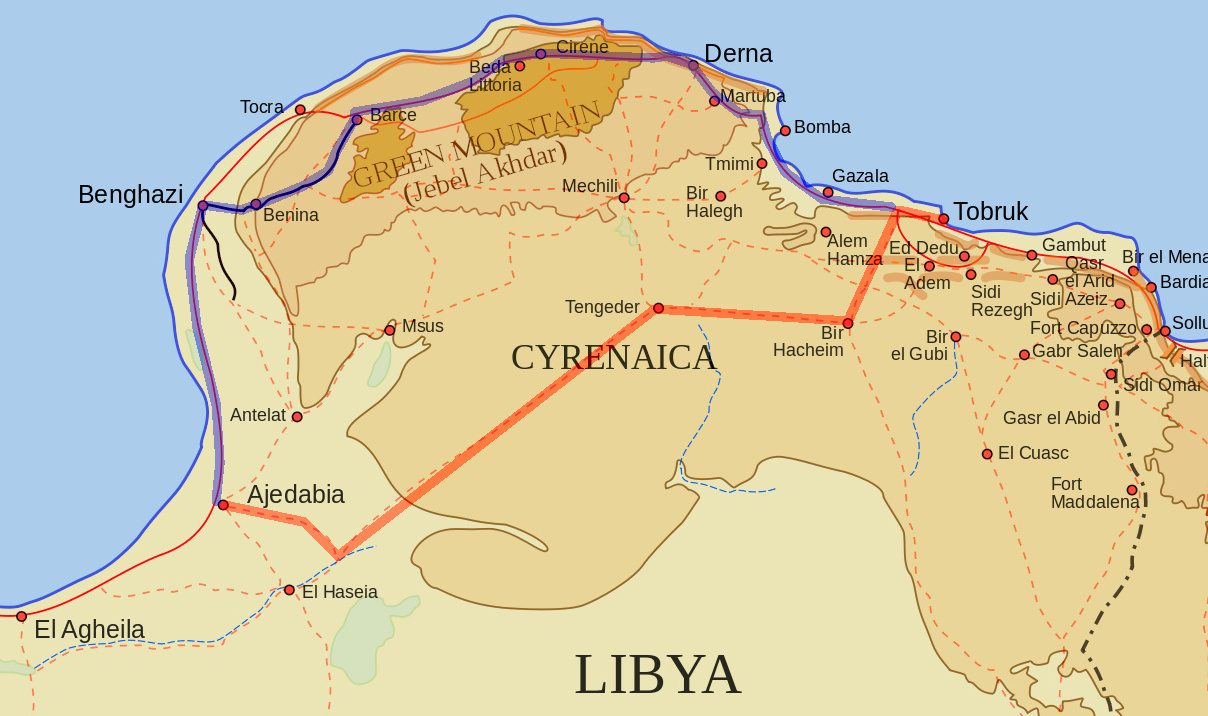
Nordöstlicher Teil Libyens mit Verlauf der Via Balbia entlang der Küste von El Agheila bis Fort Capuzzo

Am 3. Januar 1941 begann die Schlacht von Bardia. Es war die erste Schlacht des Krieges in Nordafrika, an der britische und australische Truppen gemeinsam kämpften. Den rund 46.000 italienischen Verteidigern von Bardia standen etwa 16.000 britisch-australische Soldaten gegenüber. Australischen Militärhistorikern zufolge, war Bardia „ein Schlachtfeld, auf dem italienische Truppen wenig Ehre erwarben.“ Nach nur zwei Tagen endeten die Gefechte. Ganze Einheiten der italienischen 10. Armee hatten sich kampflos ergeben. Schätzungsweise 36.000 italienische Soldaten gingen in Gefangenschaft. Der Rest floh zu Fuß oder in Booten nach Tobruk. Auch General Bergonzoli und sein Stab waren am Nachmittag des 5. Januar in einer Gruppe von etwa 120 Mann zu Fuß nach Tobruk aufgebrochen.
Fort Capuzzo nutzte die britische 7. Panzerdivision fortan als Logistikzentrum und Versorgungsdepot. Gelagert waren hier Munitions-, Wasser- und Treibstoffvorräte für kontinuierlich sieben Tage. Der Nachschub erfolgte über den Hafen von Sollum. Bis zur Eroberung von Bardia brachten Versorgungsschiffe unter anderem täglich 30.000 Liter Wasser nach Sollum, die in 200-Liter-Wassertanks nach Fort Capuzzo gelangten. Später reparierten britische Pioniereinheiten das von der RAF bombardierte kriegswichtige Wasserwerk in Bardia. Darin befand sich eine von den Italienern erbaute riesige Pumpenstation, die über eine Pipeline Fort Capuzzo mit Wasser versorgte.
Der Sieg bei Bardia ermöglichte es den alliierten Streitkräften, den Vormarsch in Libyen fortzusetzen. Am 22. Januar fiel Tobruk, am 27. Januar Darna, woraufhin das italienische Oberkommando entschied, die Kyrenaika komplett zu räumen. Am 6. Februar 1941 erreichten britische Panzer El Agheila. Einen Tag später kapitulierte die italienische Armee bei Beda Fomm. Insgesamt gingen 133.298 italienische Soldaten in Gefangenschaft. Folglich wäre für die Briten der Weg nach Tripolis frei gewesen. Am 9. Februar befahl jedoch überraschend das britische Oberkommando in London, den Vormarsch zu stoppen. Damit endete die Operation Compass.
Der Stopp hatte mehrere Gründe. Zwischenzeitlich besaß der britische Geheimdienst Kenntnis darüber, dass Hitler nach langem Zögern auf Erbitten von Mussolini zur Unterstützung der italienischen Truppen am 6. Februar 1941 der Entsendung erster deutscher Truppen nach Nordafrika unter der Führung von Erwin Rommel zugestimmt hatte. Zeitgleich hatte sich das britische Oberkommando nach dem Tod des griechischen Ministerpräsidenten Ioannis Metaxas am 29. Januar 1941 zu einem Eingreifen in den Griechisch-Italienischen Krieg entschlossen und mit den Vorbereitungen der Entsendung eines 62.000 Mann starken Expeditionskorps nach Griechenland begonnen. Obwohl die Versorgungslinien in der Kyrenaika ohnehin mittlerweile extrem gestreckt waren, ordnete das britische Oberkommando den Abzug mehrerer Panzerbrigaden aus Libyen für den Einsatz in Griechenland an.
Auf Basis erlangter Ultra-Informationen rechnete das britische Nahostkommando in Kairo damit, dass die Italiener auch mit deutscher Verstärkung in Nordafrika erst im Mai 1941 eine Gegenoffensive beginnen könnten. Auf eigenmächtigen Befehl Rommels, dessen eigentlicher Auftrag es war, einen weiteren britischen Vorstoß auf Tripolis zu verhindern, begann der Vormarsch des Deutschen Afrikakorps jedoch schon am 31. März 1941. Trotz des Verbots großer Offensiven ging Rommel mit nur zwei Divisionen zum Angriff über und drängte die Briten in weniger als zwei Wochen nach Ägypten zurück. Neben Rommels taktischen und operativen Fähigkeiten, waren unter anderem die deutschen Panzer III und IV der britischen Konkurrenz überlegen.
Am 10. April begannen die Kämpfe um das von der britischen Besatzung stark verteidigte Fort Capuzzo, das am 12. April von den verbündeten deutsch-italienischen Truppen erobert wurde. In den folgenden Tagen und Wochen griffen Einheiten der 7th Armoured Division wiederholt das Fort an. Erst das Eingreifen der Kampfgruppe Herff am 25. und 26. April führte zum Rückzug der britischen Panzerverbände.
Während der Operation Brevity gelangte Capuzzo kurz erneut in den Besitz der britischen Armee. Diese von Archibald Wavell geplante Gegenoffensive begann am 15. Mai und musste einen Tag später erfolglos abgebrochen werden. Fort Capuzzo konnte zwar gleich zu Beginn der Operation von einem britischen Panzergeschwader eingenommen werden, jedoch griff die Kampfgruppe Herff erneut ein und eroberte das Fort am Nachmittag des 16. Mai zurück. Daraufhin beendete Wavell die für seine Truppen äußerst verlustreiche Operation Brevity. Zu dieser Zeit besaß das Afrikakorps in Libyen eindeutig die Luftüberlegenheit. Bei dem Schwerpunkt Sollum-Capuzzo war das Jagdgeschwader 27 im Einsatz, darunter auch der bei seinen Gegnern bekanntgewordene „Stern von Afrika“.
Nachdem dann ebenso die Operation Battleaxe gescheitert war, wurde Wavell von Winston Churchill als Oberbefehlshaber der britischen Streitkräfte im Nahen Osten abberufen und durch Claude Auchinleck ersetzt. Battleaxe hatte am 15. Juni begonnen. Schon zur Mittagszeit des ersten Tages erreichte das 7th Royal Tank Regiment die strategisch bedeutsame Stellung Fort Capuzzo, die von drei motorisierten italienischen Infanteriedivisionen verteidigt wurde. Mit Unterstützung der RAF war Fort Capuzzo gegen Abend erobert, aber die Briten hatten eine beträchtliche Anzahl von Panzern verloren und ihre Infanterie folgte nur langsam. Am nächsten Tag griff um 06:00 Uhr die deutsche 15. Panzer-Division das Fort an. Die Versuche, die britische Flanke zu umgehen, schlugen fehl, jedoch verlor das 7th Royal Tank Regiment mehr als die Hälfte seiner noch vorhandenen Panzer. In den frühen Morgenstunden des 17. Juni erhöhte sich für die britische Besatzung im Fort Cupuzzo die Gefahr einer Einkreisung, sodass Wavell um 11:00 Uhr seinen Truppen den Befehl gab, sich von Capuzzo aus auf den Halfayapass zurückzuziehen. Damit endete nach nur drei Tagen die Operation Battleaxe mit einer erneuten britischen Niederlage.
Ab Ende August 1941 kamen immer mehr Commonwealth-Nachschubkräfte und Ausrüstung über den Suezkanal in Ägypten an, darunter Panzer und andere Waffen aus den USA, die sich offiziell noch gar nicht im Krieg mit Deutschland und Italien befanden. Mit dementsprechend neuer Kampfstärke folgte am 18. November die Operation Crusader. Bei dieser Offensive verfügten die britischen Truppen über 724 Panzer und 1072 einsatzbereite Flugzeuge, gegenüber den deutsch-italienischen Kräften mit 558 Panzern, 120 deutschen und 200 italienischen Flugzeugen. Geprägt von äußerster Härte starteten die erneuten Kämpfe um Capuzzo am 19. November. Zwar mussten die deutschen und italienischen Verteidiger das Fort am 22. November aufgrund der enormen Übermacht räumen und der 2nd New Zealand Division überlassen, jedoch waren deren Verluste derartig hoch, dass der gesamte britische Vormarsch auf Tobruk stockte.
Dank Ultra war das britische Nahostkommando während des gesamten Afrikafeldzugs über fast alle deutsch-italienischen Verteidigungspläne informiert. Allerdings verfügte auch Rommel von August 1941 bis Ende Juni 1942 über tagesaktuelle Lageberichte der Briten. In diesem Zeitraum teilte Bonner Fellers, der US-amerikanische Verbindungsoffizier zum britischen Hauptquartier in Kairo, verschlüsselt seinen Vorgesetzten in Washington jede Nacht den Sachstand über britische Angriffspläne, Positionen, Verluste, Verstärkungen, Versorgung, Stellungen, Moral usw. mit. Dabei benutzte er einen Code, der vom Servizio Informazioni Militare ausgekundschaftet und von deutschen Kryptologen geknackt worden war.
Mit einer zeitlichen Verzögerung von acht Stunden konnten die entschlüsselten Informationen an Rommel weitergeleitet werden. Unter anderem war in einem Bericht Fellers an das Kriegsministerium der Vereinigten Staaten über die Moral der deutsch-italienischen Truppen während der Operation Crusader zu lesen:

„Alle Italiener, die zwischen dem 22. und 23. November [zwischen Capuzzo und Sidi Omar] gefangengenommen wurden, gehören zur Division Savona. Die Gefangenen sind gut gekleidet, sehr diszipliniert und haben gut gekämpft, worüber sie sich auch bewusst sind. Sie sind insgesamt als härter und disziplinierter einzustufen, als die Italiener der Division Trento, die im Dezember 1940 und Juni 1941 in Gefangenschaft gerieten. Die sechs deutschen und 52 italienischen Offiziere sowie die 37 deutschen Panzerpioniere sind sehr verbittert über ihre Gefangennahme und verraten nichts.“

Insgesamt verloren die Briten mit ihren Commonwealth-Kräften vom 18. bis zum 22. November 530 Panzer und die deutsch-italienischen Verbündeten etwa 100. In den anschließenden fünf Wochen fanden erbitterte Kämpfe und massive Gegenangriffe abwechselnd der italienischen 132. Panzerdivision „Ariete“ und der deutschen 21. Panzer-Division statt, bei denen die Stellung Capuzzo mehrfach den Besitzer wechselte. Vor dem Fort geriet am 29. November 1941 Johann von Ravenstein als erster deutscher General im Zweiten Weltkrieg in alliierte Kriegsgefangenschaft. Dabei gelangten die Briten in den Besitz von Karten und Angriffsplänen, die Ravenstein nicht rechtzeitig vor seiner Gefangennahme vernichten konnte. Er wurde umgehend nach Tobruk gebracht, wo er keinerlei Informationen preisgab. Aber die Karten waren für die Briten sehr hilfreich, da sie die Aufstellung der 21. Panzer-Division für die bevorstehenden Angriffe enthielten.
Auch vor diesem Hintergrund entschied Rommel am 4. Dezember, alle Kräfte östlich von Tobruk abzuziehen. Eine weitere Rolle für diesen Schritt spielten die zunehmend schwierige Versorgungslage der deutsch-italienischen Streitkräfte und der infolge der Gefechte schnell abnehmende Panzerbestand. Um eine Einkreisung zu vermeiden, zog Rommel am 7. Dezember den Großteil seiner Truppen auf die Stellung Gazala zurück und befahl am 15. Dezember den Rückzug nach El Agheila. Durch diesen taktischen Rückzug war es jedoch unmöglich geworden, die unter Befehl von Artur Schmitt im Raum Sollum–Bardia–Fort Capuzzo kämpfenden Einheiten rechtzeitig zu evakuieren. Da sie keine Möglichkeit hatten, sich eigenständig bis nach El Agheila durchzuschlagen, blieb ihnen nichts anderes übrig, als sich in den Stellungen zu verschanzen und auf Entsatz zu warten. Das heißt, abgeschnitten von jeder Versorgung hielten zusammen rund 14.000 Deutsche und Italiener ihre Positionen in Sollum–Halfaya–Bardia–Fort Capuzzo zunächst weiter.

### 1942

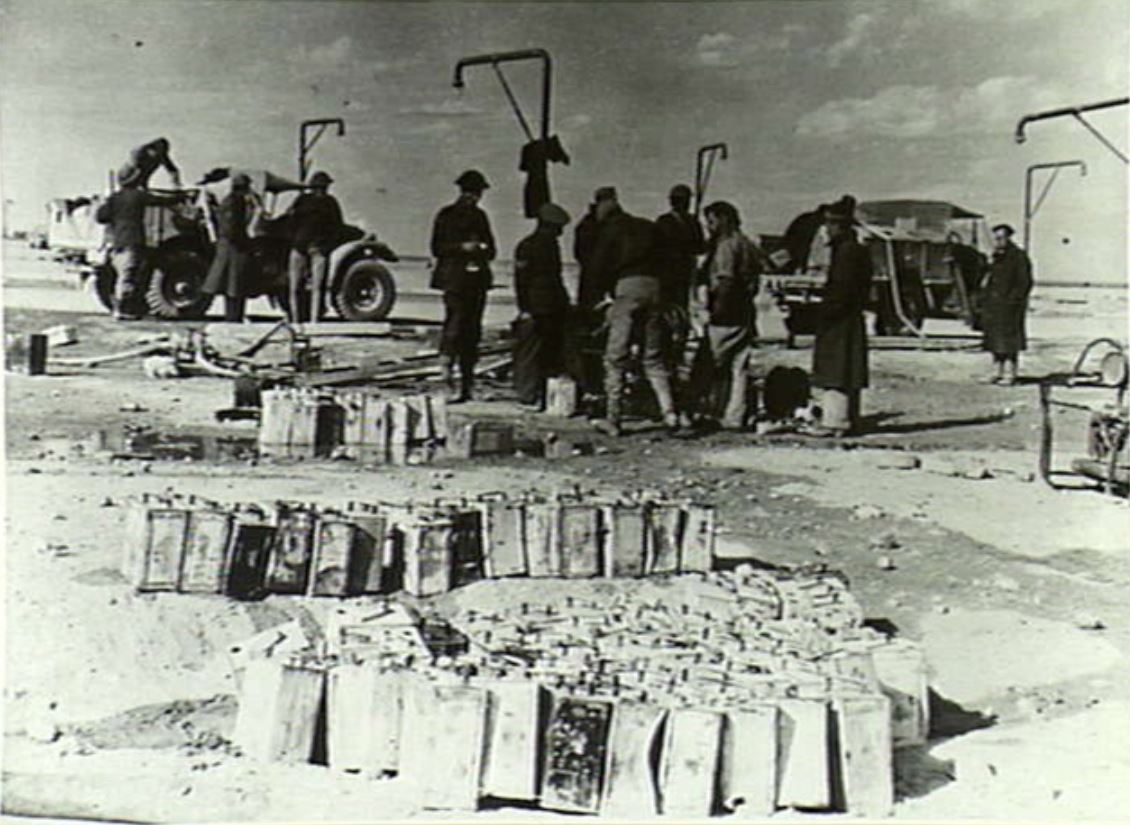
Angehörige der AIF an Wasser-Versorgungsstation vor dem Fort Capuzzo

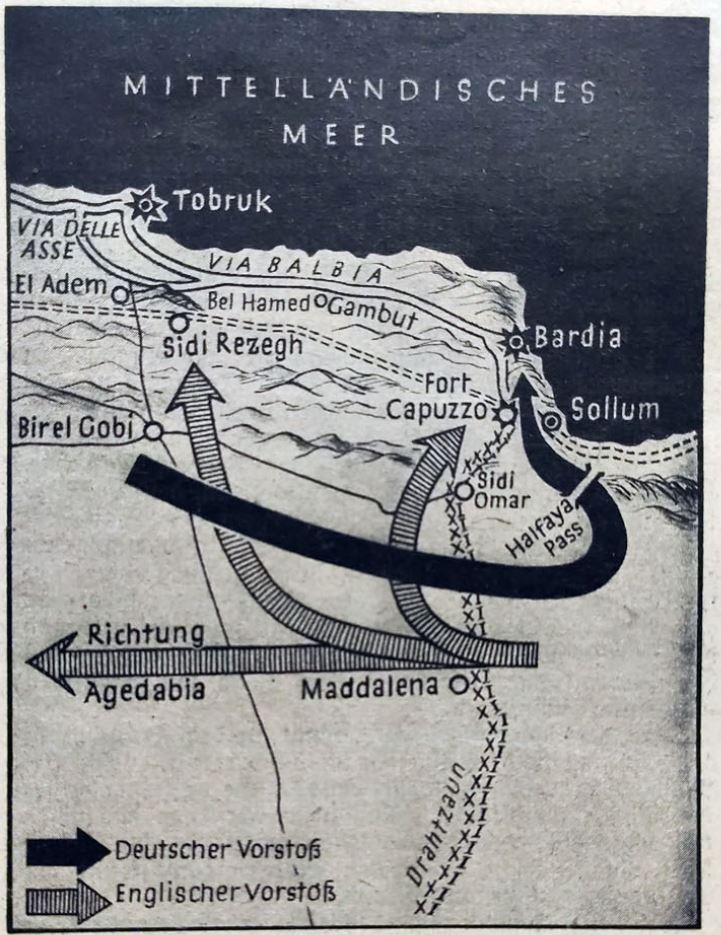
Vormarsch auf Tobruk über Capuzzo während des Unternehmens Theseus, 1942

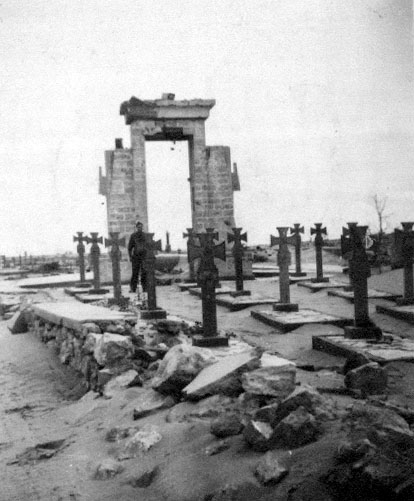
Italienischer Triumphbogen bei Fort Capuzzo, im Vordergrund deutsche Soldatengräber

Trotz ständigen Bombardements, oft vom Gegner absichtlich zugeschütteter Brunnen, Durst, Hunger, Sandstürmen, versuchten die isolierten Einheiten ihre Stellungen zu halten. Erst nachdem alle Munition, Nahrungsmittel und insbesondere die Wasservorräte aufgebraucht waren, kapitulierten nacheinander zwischen dem 2. und 17. Januar 1942 die verbliebenen Garnisonen, darunter am 2. Januar zeitgleich mit Bardia auch die letzten deutschen und italienischen Verteidiger von Fort Capuzzo, wie Zeitdokumente und britische Filmaufnahmen belegen.
Während die alliierte Propaganda die Operation Crusader als ersten Sieg über die Achsenmächte verklärte, wandelte Rommel einen am 21. Januar 1942 begonnenen und zunächst nur zur Aufklärung geplanten Vorstoß bei El Agheila in einen überraschenden Gegenangriff um. Am 28. Januar eroberten die deutschen und italienischen Verbände Bengasi zurück und setzten am 3. Februar erneut zur Offensive auf Tobruk an. Im Urteilsvermögen von der eigenen Propaganda umnebelt, hatte das britische Oberkommando vollkommen verkannt, dass der taktische Rückzug Rommels den Nachschub seiner Truppen verkürzte, hingegen die eigenen Versorgungswege extrem verlängerte.
Allerdings ließ am 13. Februar auch Rommel den weiteren Vormarsch bei Gazala stoppen, da kein ausreichender Nachschub von dem 1400 Kilometer entfernten Hafen in Tripolis nachkam. Aus deutscher und italienischer Sicht war erst damit die Operation Crusader beendet und kein Sieg der Alliierten, sondern ein Patt. Tatsächlich blieben die britischen Geländegewinne überschaubar und beide Kontrahenten waren von den vorangegangenen Kämpfen sowie beidseitiger Versorgungsschwierigkeiten zu geschwächt, um groß angelegte Operationen fortsetzen zu können.
Nach dem Patt bei Gazala setzte für die Bodentruppen eine mehrmonatige Kampfpause ein, bei der es nur sporadisch zu Gefechten kam. In unveränderter Härte gingen jedoch die Luftkämpfe weiter. Die RAF bombardierte den Hafen von Tripolis nebst den deutsch-italienischen Nachschubwegen bis Gazala und die Luftwaffe bombardierte den Hafen von Tobruk nebst den Knotenpunkten Bardia-Capuzzo-Sollum. Ein junger Australier der Royal Australian Air Force, dessen Einheit nach Ankunft im Hafen von Sues sofort an die Front weitertransportiert wurde, schrieb in sein Tagebuch: „Montag, 25. Mai 1942: Fahren an Fort Capuzzo vorbei, nur noch der Friedhof ist übrig.“
Am 26. Mai um 14:00 Uhr startete Rommel mit einem Frontalangriff auf die zentralen Stellungen von Gazala das Unternehmen Theseus, sein größter militärischen Erfolg in Nordafrika. Nach der gewonnenen Schlacht von Gazala, die drei Tage dauerte, stürmten die deutsch-italienischen Truppen innerhalb von nur zwei Wochen an die ägyptisch-libysche Grenze vor und eroberten am 21. Juni Fort Capuzzo zurück. Dadurch war die britische Armee in Tobruk vollends eingekesselt und kapitulierte am gleichen Tag. Nach der Schlacht um Singapur im Februar 1942 war dies die größte Kapitulation der Briten. Churchill schrieb in seinen Memoiren:

„Die Kapitulation von Tobruk war einer der schwersten Schläge, an die ich mich während des Krieges erinnern kann. Die militärischen Auswirkungen waren nicht nur gravierend, sondern hatten auch den Ruf der britischen Armeen beeinträchtigt.“

Bei der erneuten Einnahme von Capuzzo erbeutete das Afrikakorps vom Gegner 510 Tonnen Treibstoff und 940 Tonnen Lebensmittel. Das Fort glich zu dieser Zeit bereits einem Trümmerhaufen, übersät mit Gräbern gefallener britischer, südafrikanischer, neuseeländischer, australischer, indischer, deutscher und italienischer Soldaten. Im englischsprachigen Raum werden die Kämpfe um das Fort deshalb auch „Battle of the Capuzzo military cemetery“ („Schlacht um den Militärfriedhof von Capuzzo“) genannt.
Rommels spektakuläre Offensive führte zum weiteren Vormarsch bis nach El Alamein und damit dem weitesten östlichen Vordringen der Achsenmächte in Nordafrika während des Zweiten Weltkriegs. Da der Nachschub über Capuzzo erfolgte, wurde das Fort in den folgenden Monaten von der RAF ständig weiter bombardiert und von deutsch-italienischen Flugabwehrkanonieren verteidigt. Wer Capuzzo hielt, kontrollierte den Zugang nach Ägypten, respektive umgekehrt nach Libyen. Der Ort wurde zu einer Legende und zu einem Symbol der wechselseitigen Erfolge. Unter den Soldaten der Australian Imperial Force erlangte im September 1942 ein längerer Reim mit dem Titel Desert Madness (dt. „Wüstenwahnsinn“) große Bekanntheit. Darin kam auch Fort Capuzzo vor:
It’s a long way on foot, so

They say to Capuzzo;

But there’s lots of loot, so

Let’s all go to Capuzzo;

But I’ve got corns …Tut-tut …so

I’ll ne’er see Capuzzo.
(dt. etwa: „Es ist ein langer Weg zu Fuß nach Capuzzo, sagt man, aber es gibt viel Beute, also gehen wir alle nach Capuzzo; aber ich habe Hühneraugen …tut-tut …so werde ich Capuzzo nie sehen.“)
Am 23. Oktober ging die britische Armee mit 230.000 Soldaten und 1200 Panzern zum Gegenangriff über. Rommel wusste, dass er diese Zweite Schlacht von El Alamein nicht gewinnen konnte. Mit 100.000 Soldaten und 550 Panzern sowie einer extrem langen Nachschublinie von Tripolis befand sich das Afrikakorps in einer aussichtslosen militärischen Lage. Trotz der Übermacht gelang es den deutsch-italienischen Truppen zehn Tage ihre Stellungen zu halten. Als die Briten am 2. November die Linien durchbrachen, erteilte Hitler einen seiner berüchtigten Haltebefehle und sendete verschlüsselt per Funk an Rommel:

„In der Lage, in der Sie sich befinden, kann es keinen anderen Gedanken geben als auszuharren, keinen Schritt zu weichen, jede Waffe und alle Kämpfer, die noch freigemacht werden können, in die Schlacht zu werfen. Ihrer Truppe können Sie keinen anderen Weg zeigen als den zum Siege oder zum Tode.“

Zwei Tage später widersetzte sich Rommel dieser Anordnung und gab, um der vollständigen Vernichtung seiner Truppen zu entgehen, eigenmächtig den Befehl zum Rückzug. Britische Historiker bezeichnen den nahezu unblutigen Rückzug von der El Alamein-Front nebst dem folgenden Rückmarsch nach Tunesien als „zweifellos außergewöhnliche Leistung“. Am 9. November zog sich die deutsche Nachhut aus Sidi Barrani zurück. Tags darauf rückten die ersten britischen Panzer von Süden auf Fort Capuzzo vor. Die letzten deutsch-italienischen Einheiten verließen an diesem 10. November, trotz eines erneuten Haltebefehls des Oberkommandos der Wehrmacht, das Gebiet Halfaya–Sollum–Capuzzo–Sidi Omar. Am 12. November 1942 besetzte die britische 8. Armee kampflos das geräumte Fort Capuzzo. Damit wechselte die Festung – oder was davon übrig blieb – zum letzten Mal den Besitzer.

## Gegenwart
Vom 13. Mai 1943 bis zur Gewährung der libyschen Unabhängigkeit im Jahr 1951 standen Tripolitanien und die Kyrenaika unter britischer Besatzung, während die Franzosen den Fessan kontrollierten. Umbettungskommandos der britischen Armee legten zwischen 1943 und 1947 Sammelfriedhöfe für die Kriegstoten an. Die Gräber der in und um Fort Capuzzo Gefallenen des Commonwealth gelangten auf den Halfaya Sollum War Cemetery, die der Deutschen und Italiener zur Kriegsgräberstätte Tobruk.
Nördlich der heute noch vorhandenen Ruinen von Fort Capuzzo entstand der Ort Musaid (auch Musa'ed, Umm Sa’ad oder Emsaed transkribiert). Genau neben dem ehemaligen Fort befinden sich seit dem Ende des Zweiten Weltkriegs die Anlagen des Kontrollpostens Musaid, der Hauptgrenzübergang zwischen Libyen und Ägypten. Der Ort war 1977 während des Libysch-Ägyptischen Grenzkriegs erneut Schauplatz schwerer Kämpfe. Im Anschluss errichtete Libyen Flugplätze und Befestigungsanlagen an der Grenze zu Ägypten, nebst neuem Drahtzaun, der bis heute existiert.
Nach dem Bürgerkrieg in Libyen 2011 entwickelte sich Musaid zu einem Hotspot für den Schmuggel von Waffen und illegaler Einwanderer. Sämtliche Routen aus allen Staaten Ostafrika nach Europa laufen über den Grenzübergang Musaid. Laut Angaben von Menschenrechtsorganisationen verlangten die Schlepper beispielsweise im Jahr 2019 für den Transport über die Grenze bis Tripolis zwischen 1500 und 2000 US-Dollar, Tendenz steigend. Von Tripolis oder Tunis aus geht es weiter mit Schlauchbooten über das Mittelmeer, wofür ebenfalls nochmals vierstellige Beträge in US-Dollar fällig werden.
Als absoluter Brennpunkt gleicht die Grenzbefestigung Musaid heute erneut einer Festungsanlage. Zur Überwachung der Grenze zu Libyen errichtete Ägypten auf seiner Seite im Jahr 2015 in Zusammenarbeit mit dem Pentagon ein „Border Security Mobile Surveillance Sensor Security System“, einschließlich mobiler Sensoren-, Befehls- und Kontrollsysteme. Dazu baute Libyen im Jahr 2019 entlang des Grenzübergangs eine 1 km lange und 3 Meter hohe Sperrmauer. Sowohl das ägyptische wie das libysche Militär hat seine Präsenz auf der jeweiligen Seite der Grenze verstärkt. Jedoch nützen diese Maßnahmen wenig, da die international organisierten Schlepper Beduinen engagieren, die auch andere Wege zwischen Sollum und Musaid durch die Wüste kennen.